# Willie Evans
Willie Evans (Waunllwyd, 7 novembre 1912 – 22 luglio 1976) è stato un calciatore gallese, di ruolo attaccante.

## Carriera

### Club
Nella stagione 1930-1931 è in forza al Cardiff City, club con cui retrocede in terza serie a causa dell'ultimo posto nella serie cadetta inglese. 
La stagione dopo passa al Tottenham con cui ottiene l'ottavo posto della Second Division. Nella Second Division 1932-1933 Evans con gli Spurs ottiene la promozione in massima serie grazie al secondo posto in campionato. Nella prima stagione in massima serie, la First Division 1933-1934, con il suo club ottiene il terzo posto finale mentre l'anno dopo retrocede in cadetteria a seguito dell'ultimo posto ottenuto in campionato. Nell'ultima stagione in forza agli Spurs, Evans ottiene con i suoi il quinto posto finale.

### Nazionale
Evans ha militato nella nazionale di calcio del Galles dal 1932 al 1936, con cui ha vinto il Torneo Interbritannico 1933 e 1934.

#### Cronologia presenze e reti in Nazionale
| Cronologia completa delle presenze e delle reti in nazionale ― Galles | Cronologia completa delle presenze e delle reti in nazionale ― Galles | Cronologia completa delle presenze e delle reti in nazionale ― Galles | Cronologia completa delle presenze e delle reti in nazionale ― Galles | Cronologia completa delle presenze e delle reti in nazionale ― Galles | Cronologia completa delle presenze e delle reti in nazionale ― Galles | Cronologia completa delle presenze e delle reti in nazionale ― Galles | Cronologia completa delle presenze e delle reti in nazionale ― Galles |
| Data                                                                  | Città                                                                 | In casa                                                               | Risultato                                                             | Ospiti                                                                | Competizione                                                          | Reti                                                                  | Note                                                                  |
| --------------------------------------------------------------------- | --------------------------------------------------------------------- | --------------------------------------------------------------------- | --------------------------------------------------------------------- | --------------------------------------------------------------------- | --------------------------------------------------------------------- | --------------------------------------------------------------------- | --------------------------------------------------------------------- |
| 7-12-1932                                                             | Wrexham                                                               | Galles                                                                | 4 – 1                                                                 | Irlanda del Nord                                                      | Torneo Interbritannico 1933                                           | -                                                                     |                                                                       |
| 4-10-1933                                                             | Cardiff                                                               | Galles                                                                | 3 – 2                                                                 | Scozia                                                                | Torneo Interbritannico 1934                                           | 1                                                                     |                                                                       |
| 15-11-1933                                                            | Newcastle upon Tyne                                                   | Inghilterra                                                           | 1 – 2                                                                 | Galles                                                                | Torneo Interbritannico 1934                                           | -                                                                     |                                                                       |
| 29-9-1934                                                             | Cardiff                                                               | Galles                                                                | 0 – 4                                                                 | Inghilterra                                                           | Torneo Interbritannico 1935                                           | -                                                                     | Cap.                                                                  |
| 5-2-1936                                                              | Wolverhampton                                                         | Inghilterra                                                           | 1 – 2                                                                 | Galles                                                                | Torneo Interbritannico 1936                                           | -                                                                     |                                                                       |
| 11-3-1936                                                             | Belfast                                                               | Irlanda del Nord                                                      | 3 – 2                                                                 | Galles                                                                | Torneo Interbritannico 1936                                           | -                                                                     |                                                                       |
| Totale                                                                |                                                                       | Presenze                                                              | 6                                                                     |                                                                       | Reti                                                                  | 1                                                                     |                                                                       |

## Palmarès
- Torneo Interbritannico: 2

1933, 1934